# グレガ・ボレ
グレガ・ボレ（Grega Bole、1985年8月13日 - ）は、スロベニア、イェセニツェ出身の自転車競技（ロードレース）選手。スロベニア選手権での優勝やクラシックレースでの優勝経験を持つ。

## 経歴
2003年
- リエージュ - ラ・フレイズ ジュニア部門総合優勝
- ツアー・オブ・クロアチア ジュニア部門総合優勝

2005年、プロ転向。
2006年
- スロベニア選手権 U23個人ロードレース 優勝
- ツアー・オブ・スロバキア　区間優勝（第2）

2007年
- リエージュ〜バストーニュ〜リエージュ U23部門優勝

2008年
- グランプリ・クラーニ 優勝

2009年
- ツアー・オブ・ハイナン 総合2位、区間優勝（第7）
- グラン・プレミオ・ノービリ・ルビネッテリエ 総合優勝

2010年、ランプレ - ファルネーゼ・ヴィーニ（現 ランプレ - ISD）に移籍。
- クリテリウム・デュ・ドーフィネ 区間優勝(第1)
- ツール・ド・ポローニュ 総合2位
- ツアー・オブ・スロベニア　総合9位、区間優勝(第1、第2）
- ロードレース世界選手権・個人ロードレース 11位

2011年
- ヴァッテンフォール・サイクラシックス 9位
- GP西フランス・プルエー 優勝
- 世界選手権・個人ロードレース 20位
- スロベニア選手権 個人ロードレース 優勝

2013年、ヴァカンソレイユ・DCMに移籍。
- ツール・ド・レン 区間優勝(第2）

2014年
- ヴァカンソレイユ・DCMの解散に伴い無所属状態が続いていたが、シーズン半ばにヴィーニ・ファンティーニNIPPOへの移籍が決まった。

- サーキット・デ・アルデンヌ 総合2位、ポイント賞、区間優勝（第3）
- シュラキエム・グロドゥフ・ピアストヴキチュ 区間優勝（第1）
- ツアー・オブ・ジャパン　総合2位、ポイント賞

2017年
- バーレーン・メリダへ移籍。

2018年
- ツアー・オブ・ジャパン　 ポイント賞（第3,7ステージ優勝）
- ツアー・オブ・ターキー　 山岳賞

2022年
- ツアー・オブ・シャールジャ  総合優勝、 ポイント賞（第3ステージ優勝）